# Дів'я Піллай
Дів'я Піллай — індійська кіноактриса, яка знімається у фільмах малаяламською мовою. Вона дебютувала у фільмі 2015 року «Він — не я», а за ним «Поворот» 2016 року.

## Юність
Дів'я родом з малаяльської родини. Народилася та навчалася в Дубаї, ОАЕ. Перш ніж потрапити у світ кіно, працювала в авіакомпанії.

## Кар'єра
У 2015 році вона дебютувала в кіно разом з Фахадом Фаазілом у режисерському дебюті актора Вайнета Кумара — романтичній комедії «Він — не я». Її другим проєктом був «Поворот» (2016) режисера Джіту Джозефа, драма про помсту з Притхвіраджом Сукумараном у головній ролі. Фільм мав касовий успіх. У 2019 році її запрошено на роль Дженсі в телесеріалі «Сіль і перець».

## Фільмографія
| Рік      | Заголовок                    | Роль             | Мова     | Примітки               |
| -------- | ---------------------------- | ---------------- | -------- | ---------------------- |
| рік      | Він — не я                   | Гера             | Малаялам | Дебют                  |
| 2016 рік | Поворот                      | Гаятрі           | Малаялам |                        |
| 2017 рік | Шедевр                       | ACP Sreedevi IPS | Малаялам | Зовнішній вигляд Камео |
| 2019 р   | Мій дідусь                   | Дельна           | Малаялам |                        |
| 2019 р   | Батальйон Едаккад 06         | Самеєра          | Малаялам |                        |
| 2019 р   | Jimmy Ee Veedinte Aishwaryam | Дженсі           | Малаялам | Головна роль           |
| 2019 р   | Безпечний                    | Нітья            | Малаялам |                        |
| 2020 рік | Easy Go                      | Анна             | Малаялам | Короткометражний фільм |
| 2021 рік | Кала                         | Відя             | Малаялам | Дружина Товіно         |
| 2021 рік | Король Риба                  | В очікуванні     | Малаялам | Затримується           |
| 2021 рік | Саймон Даніель               | Стелла           | Малаялам | Пост-продакшн          |

## Телебачення
| Рік             | Заголовок         | Роль      | Канал            | Примітки      |
| --------------- | ----------------- | --------- | ---------------- | ------------- |
| 2019 р          | Комедія Уцавам    | Суддя     | Квіти            | Реаліті-шоу   |
| 2020 рік        | Uppum Mulakum     | Дженсі    | Квіти            | серіал        |
| 2020–2021 роки  | Містер.&. місіс   | Суддя     | Зее Кералам      | Реаліті-шоу   |
| 2020-сьогодення | GP Stories        | DP        | YouTube          | Вебсерія      |
| 2021 рік        | Удан Панам 3.0    | Учасник   | Мажавіл Манорама | Телевікторина |
| 2021 рік        | Давайте рок-н-рол | Наставник | Зее Кералам      | Телевікторина |